# COCOA
新型肺炎密切接觸者查詢APP（日语：／）是日本厚生勞動省提供的智能電話用COVID-19應用程式。簡稱COCOA（日语：／）。應用程式使用Bluetooth檢測及記錄用戶間的懷疑密切接触，若接触者確診感染COVID-19，用戶就會收到通知。用戶收到通知後，可自行考慮自我隔離，或前往医療機構就診。
2022年9月13日，日本数字大臣河野太郎表示，因对于“全数掌握”所有新冠确诊者的方法进行简化的新机制，计划停用COCOA。

## 開發
2020年5月20日，Apple及Google開始向各国公共衛生当局提供新型冠狀病毒感染症的暴露通知（英語：Exposure Notification）API。2020年5月26日，「新型冠狀病毒感染症對策技術組」（新型コロナウイルス感染症対策テックチーム）發布規格書，定義使用此API的接触確認應用程式及相關系統。
Persol Process & Technology以4,104万日圓取得工程管理及維護訂單後，將其分包至日本微軟及FIXER等2間公司。應用程式本身是由民間IT技術人士組成的開源社群「COVID-19 Radar Japan」開發，成員包括日本微軟僱員，Persol Process & Technology負責維護及調整。6月15日，日本經濟新聞報道稱，應用程式是美国微軟公司開發，日本微軟及後否定報道內容。
2020年6月19日15時許，Google Play、App Store開始提供應用程式1.0.0(初期試行版)版。這版本並未連結新型冠狀病毒感染者等資訊把握、管理支援系統（HER-SYS），並出現不少問題。
1.1.1版(試行版)修正上一版本的問題，並接入上述系統後，2020年6月30日公開至App Store，2020年7月1日公開至Google Play。
厚生勞動省表示，釋出後(2020年6月19日)約1個月會保持試行版，修正設計及功能。

### COVID-19 Radar Japan
發起人廣瀨對Diamond Online表示，計劃是由自己及其他5名核心成員推動成立，包括廣瀨在內，有4名核心成員同意開名接受採訪。
- 廣瀨一海（COVID-19 Radar Japan發起人）
- 安田Kristina（對外担当）
- 松本典子（設計担当）
- 兒玉哲彦（設計担当）

## 功能

### 記錄接触資訊
只要雙方的智能電話均裝有COCOA，且開啟Bluetooth，在1米以内相處15分鐘以上，裝置就會互相記錄對方的數據（識別碼），並存為「接触資訊」。接触資訊為加密記錄，無法識別個人身分，已記錄的資訊儲存14日後，會自動刪去。出於私隱考慮，應用程式不會使用電話號碼、位置資訊 (GPS) 等個人可識別資訊。

### 通知與確診個案的接触
經PCR檢測確診感染COVID-19的確診個案，在確診後會收到保健所發出的「處理編号」，輸入COCOA後，與確診個案有過接触的人就會收到通知。日本政府表示，確診個案的處理編号，只會以郵件等方式發給確診個案本人，防止有濫用者虛報確診。

## 下載数
| 日期          | 下載次数 (万件) | 下載率 (%) |
| ------------- | --------------- | ---------- |
| 2020年6月19日 | 85              | 0.68       |
| 2020年6月20日 | 179             | 1.42       |
| 2020年6月21日 | 241             | 1.91       |
| 2020年6月22日 | 326             | 2.59       |
| 2020年6月23日 | 392             | 3.11       |
| 2020年6月24日 | 419             | 3.33       |
| 2020年6月25日 | 434             | 3.45       |
| 2020年6月26日 | 446             | 3.54       |
| 2020年6月27日 | 456             | 3.62       |
| 2020年6月28日 | 464             | 3.69       |
| 2020年6月29日 | 472             | 3.75       |
| 2020年6月30日 | 481             | 3.82       |
| 2020年7月1日  | 489             | 3.88       |
| 2020年7月2日  | 499             | 3.96       |
| 2020年7月3日  | 531             | 4.22       |
| 2020年7月4日  | 不適用          | 不適用     |
| 2020年7月5日  | 不適用          | 不適用     |
| 2020年7月6日  | 582             | 4.62       |
| 2020年7月7日  | 595             | 4.73       |
| 2020年7月8日  | 610             | 4.85       |
| 2020年7月9日  | 632             | 5.02       |
| 2020年7月10日 | 648             | 5.15       |
| 2020年7月11日 | 不適用          | 不適用     |
| 2020年7月12日 | 不適用          | 不適用     |
| 2020年7月13日 | 680             | 5.40       |
| 2020年7月14日 | 695             | 5.52       |
| 2020年7月15日 | 706             | 5.61       |
| 2020年7月16日 | 726             | 5.77       |
| 2020年7月17日 | 741             | 5.89       |
| 2020年7月18日 | 不適用          | 不適用     |
| 2020年7月19日 | 不適用          | 不適用     |
| 2020年7月20日 | 769             | 6.11       |
| 2020年7月21日 | 781             | 6.20       |

## 問題

### 搜尋不到應用程式問題
2020年6月19日剛釋出時，厚生勞動省呼籲用戶在App Store等處搜尋「接触確認應用程式」（接触確認アプリ），免費安裝（下載）。由於釋出後，不少人反映「無法下載」或「搜尋不到」，厚生勞動省最終在自己的官方網站上刊出應用程式連結，點按後可直接轉至安裝介面。

### 確診資訊登記問題
在應用程式1.0.0版，登記確診資訊時，即使輸入的處理編号不是「新型冠狀病毒感染者等資訊把握、管理支援系統」發出，亦會顯示「已完成」。厚生勞動省接報後，表示正暫停發出處理編号。由於系統會核對處理編号，若輸入的處理編号並未發出，是不會登記為確診個案，其他用戶亦不會收到接触通知。應用程式1.1.1版已修復這問題。

### 開始使用日顯示問題
在應用程式1.0.0版，開始使用日會顯示為今天的日期。應用程式1.1.1版已修復這問題。

### 確診個案無法在應用程式登記資訊問題
厚生勞動省表示，因「發現有新型冠狀病毒感染症確診個案未能在應用程式登記」，自7月11日起停止發放登記資訊所需的處理編号。7月13日於iOS、7月14日於Android公開修正版(1.1.2)，修復這問題。

### 問題報告方法
厚生勞動省結核感染症課表示，若發現問題，可透過應用程式内及Q&A處列出的諮詢郵件地址，或前往GitHub專案内的問題報告討論區(Issues)報告。

## 註解
1. ↑  略自COVID-19 Contact-Confirming Application。
2. ↑  下載率為下載数除以2020年5月1日日本總人口1億2590万人[24]，再以百分率表示，四捨五入至小数第2位。

## 外部連結
- 官方网站
- 接触確認應用程式相關規格書等的公布 - 政府CIO Portal
- 苹果App Store中的COCOA - 新型肺炎密切接觸者查詢APP
- Google Play商店中的COCOA - 新型肺炎密切接觸者查詢APP
- GitHub上的Covid19Radar頁面
- COVID-19 Radar Japan (截至2020年6月24日未有更新，仍為旧時資訊)